# دنی کلارک (دوچرخه‌سوار)
دنی کلارک (انگلیسی: Danny Clark؛ زادهٔ ۳۰ اوت ۱۹۵۱) دوچرخه‌سوار اهل استرالیا است.
وی در مسابقات کشوری و بین‌المللی در مجموع برندهٔ ۵ مدال طلا، ۶ مدال نقره، ۲ مدال برنز شده‌است.